# Mohammad Al-Dmeiri
Mohammad Abdul-Samee' Al-Dmeiri (Ammán, 1987. augusztus 30. –) palesztin származású jordániai válogatott labdarúgó, a szaúd-arábiai El-Áttihád hátvédje.

## Pályafutása

### A válogatottban
2008. december 21-én mutatkozott be a jordán válogatottban a Kína elleni barátságos mérkőzésen. Meghívták a 2011-es Ázsia-kupára, majd a 2015-ös Ázsia-kupára készülő keretbe.

## Statisztika

### A válogatottban
A 2017. december 9-i állapot szerint.
| Jordánia | Jordánia | Jordánia |
| Év       | Mérk.    | Gólok    |
| -------- | -------- | -------- |
| 2009     | 3        | 0        |
| 2010     | 3        | 0        |
| 2011     | 11       | 1        |
| 2012     | 10       | 0        |
| 2013     | 9        | 0        |
| 2014     | 11       | 1        |
| 2015     | 15       | 0        |
| 2016     | 6        | 0        |
| 2017     | 7        | 0        |
| 2018     | 3        | 0        |
| Összesen | 78       | 2        |

## Sikerei, díjai
Al-Wehdat
- Jordán Premier League: 2006–07, 2007–08, 2008–09, 2010–11, 2010–11, 2013–14, 2015–16, 2017–18, 2020
- Jordan kupa: 2008–2009, 2009–10, 2010–11, 2013–2014
- Jordan Pajzs kupa: 2008, 2010, 2017, 2020
- Jordán szuperkupa: 2008, 2009, 2010, 2011, 2014, 2018, 2021